# Gymnogonos obvolutus
Gymnogonos obvolutus is een hydroïdpoliep uit de familie Corymorphidae. De poliep komt uit het geslacht Gymnogonos. Gymnogonos obvolutus werd in 1933 voor het eerst wetenschappelijk beschreven door Kramp. 